# 1997 في البرازيل
فيما يلي قوائم الأحداث التي وقعت خلال عام 1997 في البرازيل.

## رياضة
- 1 يناير – الدوري البرازيلي لكرة القدم 1997
- 30 مارس – جائزة البرازيل الكبرى 1997 الفائز جاك فيلنوف.

## كتب
من الكتب التي صدرت هذه السنة في البرازيل:
- 1 يناير – دليل محاربي الضوء من تأليف باولو كويلو.

## مواليد

### فبراير
- 18 فبراير – جينا فالنتينا

### مارس
- 3 مارس – آلان رودريغيز دي سوزا لاعب كرة قدم برازيلي.
- 13 مارس – تياغو مايا لاعب كرة قدم برازيلي.

### أبريل
- 3 أبريل – غابرييل جيسوس لاعب كرة قدم برازيلي.
- 7 أبريل – ريبي فيلوسو لاعب كرة قدم برازيلي.

### مايو
- 2 مايو – بيرلا هاناي-جاردين ممثلة أمريكية.
- 10 مايو – ريتشارليسون لاعب كرة قدم برازيلي.

## وفيات

### يناير
- 1 يناير – فالتر غيماريس (مواليد 1912) لاعب كرة قدم برازيلي.

### فبراير
- 20 فبراير – آرثر ماكادو (مواليد 1909) لاعب كرة قدم برازيلي.
- 20 فبراير – أفونسو غيماريش دا سيلفا (مواليد 1914) لاعب كرة قدم برازيلي.

### مايو
- 2 مايو – باولو فريري (مواليد 1921)